# Austrolestes cingulatus
Austrolestes cingulatus is een libellensoort uit de familie van de pantserjuffers (Lestidae), onderorde juffers (Zygoptera).
De wetenschappelijke naam van de soort is voor het eerst geldig gepubliceerd in 1839 door Burmeister.